# Tina Cheri
Tina Cheri (Misisipi, 23 de octubre de 1973) es una actriz pornográfica estadounidense. Tina actualmente trabaja para Metro Entertainment como artista exclusiva.

## Premios
- 2000 Venus Award Ganadora – Mejor Actriz (USA)
- 2001 AVN Award Nominada – Mejor escena en solitario femenina (Babes Illustrated 8, con Bobbi Barron, Emily, Coral Sands y Felecia)[3]